# Opel Monza

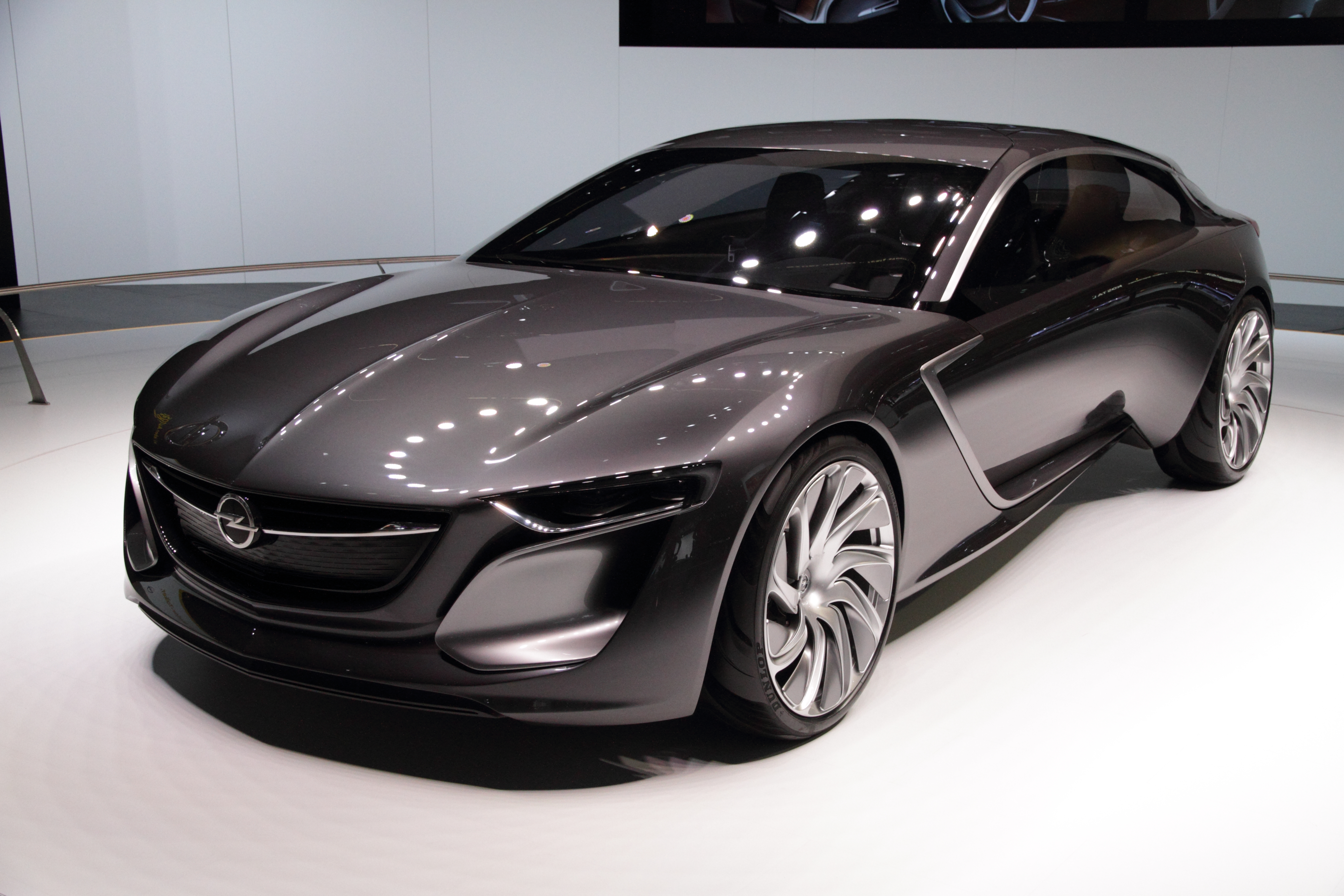
Opel Monza Concept (2013)

De Opel Monza was een coupé van het Duitse automerk Opel, op basis van de Opel Senator. De introductie vond plaats in 1977 op de IAA in Frankfurt. Het model was in productie tot 1986.
Qua uitrustingsniveaus en motorisering verschilde de Opel Monza nauwelijks van de Senator. Beide modellen kregen in 1982 een grondige facelift. De Monza was ook succesvol in de rallysport. De Zuid-Limburgse rallyrijder en Opel dealer Man Bergsteyn uit Berg en Terblijt, was met de vermaarde roze 3.0E (Pink Panther genaamd) Monza A1 uit 1979 tussen 1983 en 1989 succesvol in het Open Internationaal Nederlands Rallykampioenschap. De rally auto is anno 2025 nog steeds in bezit van de familie Bergsteyn, echter staat de auto al sinds medio 1990 ergens opgeslagen.

## Opel Monza Concept
Op 8 juli 2013 toonde Opel afbeeldingen van concept-auto onder de naam Monza Concept die op de IAA van 2013 zou worden voorgesteld. Het nieuwe model, dat 4,69 meter lang is en 1,31 meter hoog werd gepresenteerd met gigantische vleugeldeuren, een nieuwe grille, strak gelijnde en driedimensionaal geïntegreerde luchthappers. Het model is niet in productie genomen.